# اچ‌ام‌اس تینیشس (آر۴۵)
اچ‌ام‌اس تینیشس (آر۴۵) (به انگلیسی: HMS Tenacious (R45)) یک کشتی بود که طول آن ۳۳۹ فوت ۶ اینچ (۱۰۳٫۴۸ متر) بود. این کشتی در سال ۱۹۴۳ ساخته شد.